# Strandtent

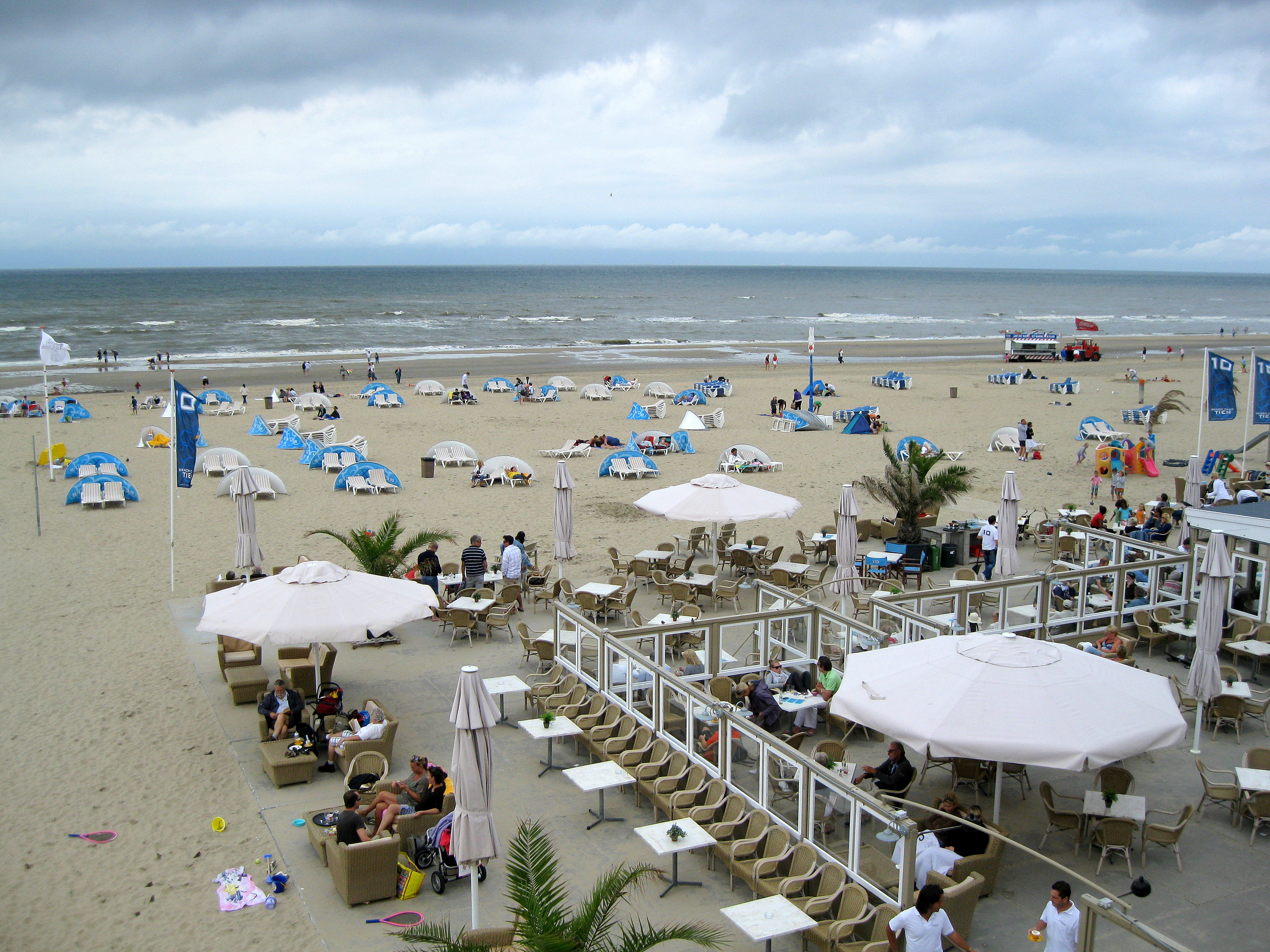
Terras bij een strandtent te Zandvoort

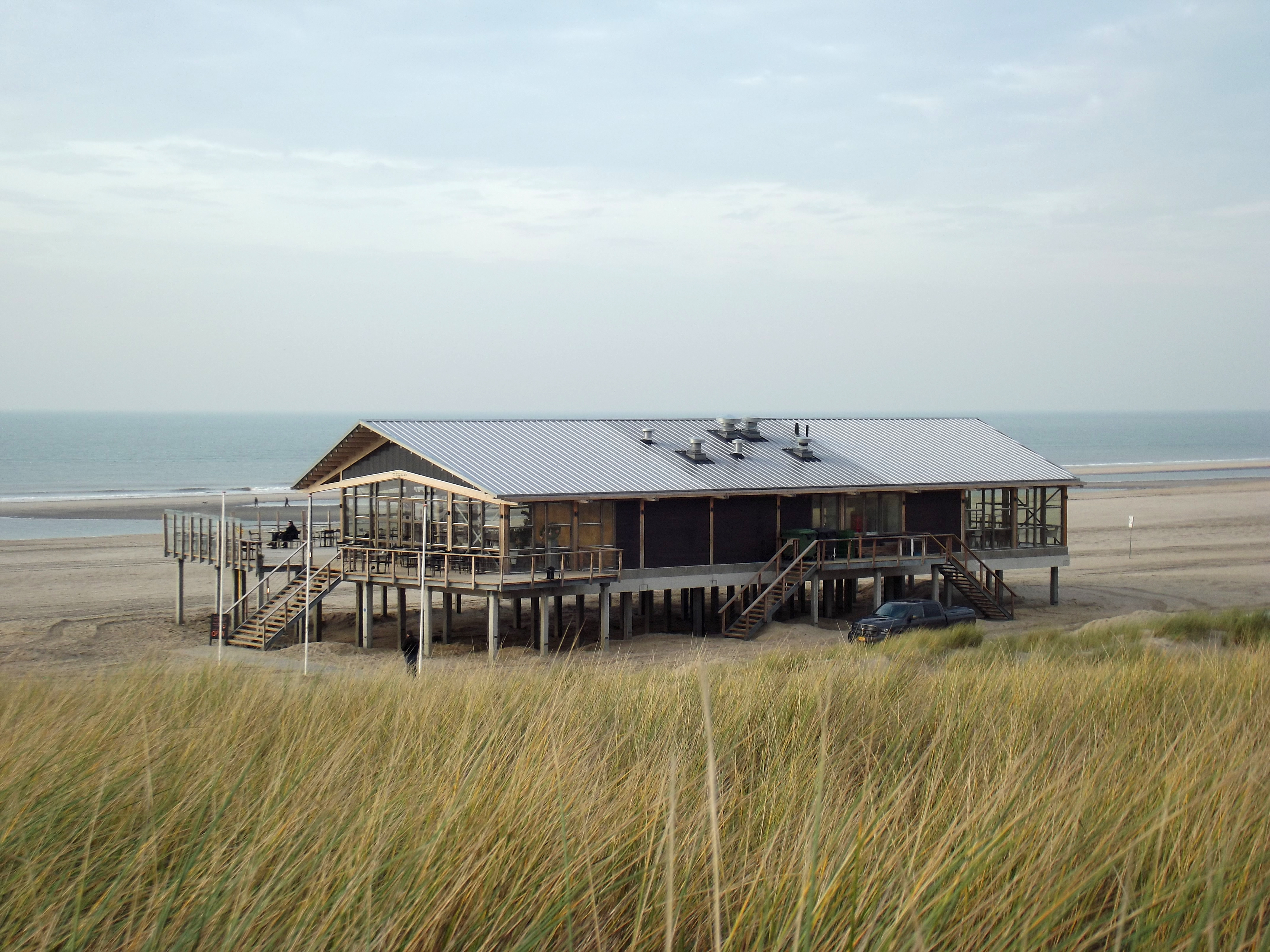
Permanente strandtent op pijlers in Ter Heijde

Een strandtent of strandpaviljoen is een  gebouw op of bij het strand. Strandtenten dienen voor de horeca of als winkel waar strandbenodigdheden worden verkocht of verhuurd zoals strandstoelen.
Strandtenten staan in Nederland en België aan de kust doorgaans alleen tijdens het vakantieseizoen op het strand. In het najaar worden ze meestal opgebroken en opgeslagen voor de winter, onder andere om storm- en vorstschade te voorkomen, en in de lente weer opgebouwd. Er zijn echter ook locaties waar strandtenten het hele jaar door geopend zijn.
Voor het plaatsen en beheren van een strandtent is een vergunning vereist. Ook de periode waarin een strandtent op het strand aanwezig mag zijn wordt daarin vastgelegd.
Er is in bijna alle gevallen een aansluiting voor leidingwater en elektriciteit. Deze waterleiding is vaak in gebruik voor de openbare douches aan het strand. Afvalwater van de strandtent wordt vaak via een persleiding afgevoerd en indien die er niet is, wordt dit opgeslagen in een tank en regelmatig afgevoerd per rioolzuigwagen. Vroeger werd een beerput in het zand gegraven die tevens dienstdeed als sterfput. De strengere milieu-normen laten dit niet meer toe.